# Deep Silver Volition
Deep Silver Volition (vroeger Volition, Inc.) was een Amerikaans bedrijf dat computerspellen ontwikkelde. Het bedrijf werd opgericht in 1996 nadat Parallax Software opgesplitst werd. In 2013 werd Volition verkregen door Koch Media, dat later werd opgekocht door de Embracer Group. Op 31 augustus 2023 werd Volition opgeheven door herstructurering binnen de Embracer Group. De intellectuele eigendommen werden overgebracht naar Plaion (voormalig Koch Media).

## Geschiedenis

### Oprichting en eerste spellen
In 1993 richtten Matt Toschlog en Mike Kulas Parallax Software op, waar ze Descent en Descent II maakten. Daarna, in 1997, splitste het bedrijf op. Matt Toschlog ging verder als Outrage Entertainment en Mike Kulas ging verder door als Volition. Beide studio's gingen verder met de Descent-serie, wat leidde tot de komst van Descent 3 van Outrage en Descent: FreeSpace - The Great War van Volition. Het spel van Volition bevatte een open en praktisch ongelimiteerde wereld, in tegenstelling tot de afgebakende gebieden van de voorgaande delen, en goed geanimeerde explosies, wat leidde tot veel hoge cijfers van recensenten.
Meteen na de release van Descent: FreeSpace, begon Volition met de opvolger van het spel dat een jaar later uit zou komen als FreeSpace 2. Het spel werd door veel recensenten geprezen omdat het op bijna alle fronten een beter spel was. Ondanks de hoge recensiecijfers was FreeSpace 2 geen commercieel succes. Dit kwam onder andere doordat gelijktijdig Descent 3 uitkwam en omdat de uitgever van het spel, Interplay Entertainment, het spel niet heel uitbundig promootte. Omdat de winstmarge kleiner was dan gedacht moest Volition snel een nieuw contract hebben en omdat Interplay steeds minder omzet maakte ging Volition op zoek naar een andere uitgever die hun nieuwe MMO Summoner wou uitgeven. Uitgever THQ, die daarvoor enkel nog spellen voor spelcomputers had uitgegeven, was op dat moment op zoek naar een spel waarmee zij ook op de computermarkt konden intreden. THQ besloot dat Summoner daar het goede spel voor zou zijn en het contract werd met Volition getekend. Echter kwam THQ op die beslissing terug en besloot om Summoner een PlayStation 2-spel te maken en Volition moest zich aanpassen op een compleet ander platform. Tijdens de ontwikkeling van het spel was oprichter Mike Kulas zeer onzeker over of het bedrijf kon overleven na een tijd van geen contract hebben, wat zou gebeuren als Summoner eenmaal uit zou komen. Daarnaast ging het budget van de spellen ook aldoor omhoog en dus verkocht Kulas het bedrijf in augustus 2000 aan THQ.

### Contract met THQ
Naast de voordelen zoals economische zekerheid, zorgde de overname ook voor een probleem. Een deel van het team van Volition was namelijk al bezig met Descent 4 en het bedrijf was ook al aan het plannen om FreeSpace 3 te ontwikkelen; alleen de rechten van beide series lagen bij Interplay en zij wilden niet delen met THQ op uitgeversvlak. Volition moest de series laten liggen en veranderde het al deels ontwikkelde spel van een actie-vliegsimulator in een first-person shooter. Dit spel, dat uiteindelijk Red Faction zou worden, werd door het bedrijf gezien als een zijproject, waar Summoner het vlagschip van het bedrijf zou zijn. Toen beide spellen uitkwamen bleek echter dat Red Faction veel beter ontvangen werd, beide in recensies als in verkoopcijfers.

### Lage verkoopcijfers en geannuleerde spellen
De opvolgers van beide spellen, Summoner 2 en Red Faction II, kwamen beiden uit in 2002 en werden goed ontvangen door de pers. Beiden verkochten echter minder dan hun voorlopers, ondanks dat Summoner 2 hogere rencensiecijfers kreeg dan het eerste deel. Toen de productie van de spellen afgelopen was besloot Volition om aan drie verschillende projecten te werken. Twee daarvan, nieuwe spellen in de Summoner en Red Faction-serie, werden echter al snel geannuleerd wegens het tegenvallende succes van hun voorlopers. De andere, Underground, bleef echter in ontwikkeling. Toen Grand Theft Auto III uitkwam met hetzelfde soort, maar uitgebreidere, gameplay-elementen besloot THQ de stekker uit het project te trekken, omdat anders het spel volgens hun zou worden overdonderd door het succes van Grand Theft Auto III.
Omdat Volition een project nodig had om aan te werken dat sowieso geld zou opleveren, nam zij haar eerste en enige gelicenseerde titel aan. Het betrof The Punisher, dat gebaseerd was op de gelijknamige film uit 2004 over antiheld Punisher uit het Marvel Universum.

### Twee series
Een ander deel van het personeel was bezig met een nieuw spel, codenaam Bling Bling, voor de Sony PlayStation 2. Door de technische voordelen van de Xbox 360 ten opzichte van de PlayStation 2 besloten ze hun ontwikkeling te richten op de console van Microsoft en werd ook de naam veranderd in Saints Row. Het spel werd zeer goed ontvangen en de demo op de Xbox Live Marketplace werd meer dan 350.000 keer gedownload in de eerste week, wat toen een record brak. Het spel werd uiteindelijk het grootste succes sinds Red Faction met verkoopcijfers van meer dan twee miljoen. Een jaar voordat het eerste deel uit de Saints Row-serie begon een deel van de werknemers van Volition al aan een vervolg van het eerste spel dat zelf nog in ontwikkeling was. Deze strategie pakte goed uit en Saints Row 2 verkocht door uitgebreidere marketing samen met het succes van het eerste spel meer dan zijn voorloper.
In 2009 kwam Red Faction: Guerrilla uit, dat voltooid was na een ontwikkelproces van vijf jaar. De lengte van het productieproces is af te leiden uit de manier waarop de engine van het spel, de Geo-Mod-engine, werkt. Omdat de engine gebruikmaakt van een constant lopende physics engine, moest de spelwereld zo door de ontwikkelaars in elkaar worden gezet dat gebouwen niet ineenstortten. Daarnaast was het spel, in tegenstelling tot de voorlopers, een third-person shooter en bevatte het een open spelwereld. Ondanks de veranderingen in gameplay-elementen werd het spel zeer positief ontvangen. Daarmee werd een tweede solide serie bevestigd, naast Saints Row.
In 2011 kwamen opvolgers in beide series uit, Red Faction: Armageddon en Saints Row: The Third.

### Faillissement THQ
Eind 2012 verkondigde THQ, het moederbedrijf van Volition, dat zij faillissement aan had gevraagd. Een veiling van de bezittingen van THQ, waaronder handelsmerken en dochterbedrijven, volgde, waarmee het geld van hun schuldeisers terug zou worden betaald. Volition werd gekocht door Koch Media en werd geplaatst onder de computerspelafdeling van het bedrijf, Deep Silver. Als gevolg van de overname veranderde de bedrijfsnaam van Volition ook van Volition, Inc. naar Deep Silver Volition.
Onder het nieuwe moederbedrijf is in 2013 Saints Row IV uitgebracht. Het spel verkreeg over het algemeen goede recensies.

## Computerspellen
| Release | Titel                              | Uitgever                | Platform                                                  |
| ------- | ---------------------------------- | ----------------------- | --------------------------------------------------------- |
| 1998    | Descent: FreeSpace – The Great War | Interplay Entertainment | Windows                                                   |
| 1999    | FreeSpace 2                        | Interplay Entertainment | Windows                                                   |
| 2000    | Summoner                           | Interplay Entertainment | Mac OS, PlayStation 2, Windows                            |
| 2001    | Red Faction                        | THQ                     | Mac OS, N-Gage, PlayStation 2, PlayStation 3, Windows     |
| 2002    | Summoner 2                         | THQ                     | Nintendo GameCube, PlayStation 2                          |
| 2002    | Red Faction II                     | THQ                     | Nintendo GameCube, PlayStation 2, Windows, Xbox           |
| 2005    | The Punisher                       | THQ                     | PlayStation 2, Windows, Xbox                              |
| 2006    | Saints Row                         | THQ                     | Xbox 360                                                  |
| 2008    | Saints Row 2                       | THQ                     | PlayStation 3, Windows, Xbox 360                          |
| 2009    | Red Faction: Guerrilla             | THQ                     | PlayStation 3, Windows, Xbox 360                          |
| 2011    | Red Faction: Armageddon            | THQ                     | PlayStation 3, Windows, Xbox 360                          |
| 2011    | Saints Row: The Third              | THQ                     | PlayStation 3, Windows, Xbox 360                          |
| 2013    | Saints Row IV                      | Deep Silver             | PlayStation 3, PlayStation 4, Windows, Xbox 360, Xbox One |
| 2015    | Saints Row: Gat out of Hell        | Deep Silver             | PlayStation 3, PlayStation 4, Windows, Xbox 360, Xbox One |
| 2017    | Agents Of Mayhem                   | Deep Silver             | PlayStation 4, Windows, Xbox One                          |